# 콰말라사무투
콰말라사무투(네덜란드어: Kwamalasamutu, 네덜란드어: Kwamalasamoetoe)는 수리남의 도시이다.